# Apply 300
O Apply 300 da empresa CDSE - Centro de Desenvolvimento de Sistemas Elétricos Ltda. foi um clone brasileiro do Sinclair ZX81.

## Características
- Memória:
  - ROM: 8 KiB
  - RAM: 32/48 KiB
- Teclado: teclado chiclete, 69 teclas (incluindo teclas de cursor e teclado numérico reduzido)
- Display:
  - 22 X 32 texto
  - 64 x 44 ("semi-gráfico")
- Expansão:
  - 1 slot (na traseira)
- Portas:
  - 1 saída para TV (modulador RF, canal 3 VHF)
  - Interface de cassete
  - 1 porta serial RS-232C
- Armazenamento:
  - Gravador de cassete (300 bauds)